# Jager (Schiffstyp)

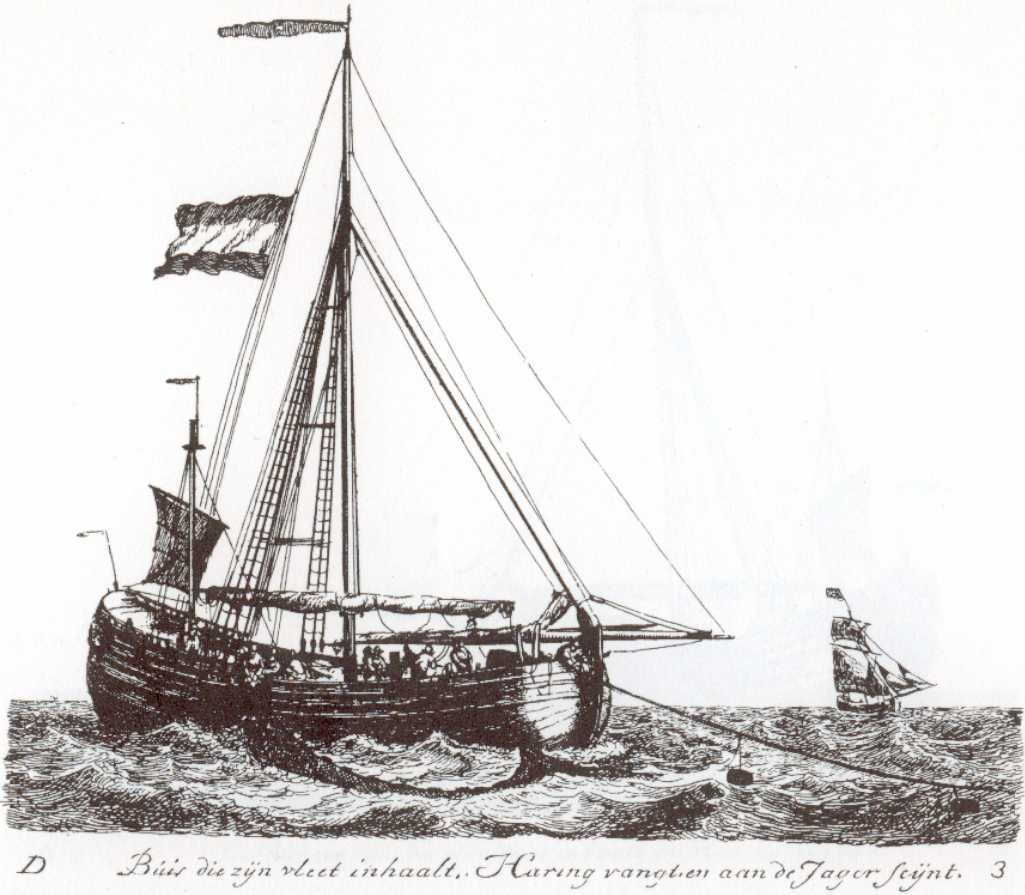
Eine niederländische Büse mit Jager im Hintergrund

Als Jager (ndl. Ventjager) bezeichnete man die Schiffe, die zu den Fangschiffen in die Fanggründe geschickt wurden und dort den Fang übernahmen. Es handelte sich dabei um sehr schnelle Schiffe, die den frisch gefangenen Fisch (insbesondere Hering) schnell in den Zielhafen bringen mussten. Dort wurde der Fisch verarbeitet. Damit wurde das Problem gelöst, dass die Fischereifahrzeuge früher keine Lagermöglichkeiten hatten.
Im Jahr 1805 hatte beispielsweise die Emder Herings-Compagnie 57 Büsen und 3 Jager im Einsatz. Diese Jager brachten ihren Fang nach Emden und Hamburg.